# (25058) Shanegould
(25058) Shanegould ist ein Asteroid des Hauptgürtels. Er wurde am 25. August 1998 vom australischen Amateurastronomen John Broughton am Reedy-Creek-Observatorium (IAU-Code 428) in Queensland entdeckt.
Der Asteroid wurde nach der australischen Schwimmerin und Olympiasiegerin Shane Gould (* 1956) benannt.